# Casa de Taillefer

Brasão de armas dos condes de Angoulême

## Lista parcial
1. Vulgrino I (Vulgrino), (†03/05/886), tornado conde de Angoulême, em 868, por Carlos, o Calvo de um modo, presumivelmente idêntico ao que se deu com o irmão do conde Adalhardo (ver Gerhardiner) e do mesmo modo pelo casamento do tio do rei Luís II, o Gago; ºº Rosalinda de Septimânia, filha de Bernardo de Septimânia, Conde de Autun (Gellones)
  1. Auduíno I (Hilduino, Audouino), (†27/03/916), conde de Angoulême
    1. Guilherme II Taillefer, (†provavelmente em 945), 923 conde de Angoulême
      1. (ilegítimo) Arnaldo Manzer ou Arnaldo Le Bâtard, (†989/91), 975 conde de Angoulême; ºº I Raingarda; ºº II Hildegarda de Aunay, filha de Cadelon III,, visconde de Aunay
        1. (I) Guilherme III Taillefer, (†6 de abril de 1028) provavelmente envenenado pela filha Alausie, 988, conde de Angoulême; ºº Gerberga de Anjou, (†depois de 1041), filha de Godofredo Grisegonelle, Conde de Anjou (Primeira Casa de Anjou)
          1. Auduíno II, 1028 conde de Angoulême, (†1032); ºº Alausie, filha de Sancho Guillén, Duque da Gasconha (Casa da Gasconha)
            1. Guilherme de Chausard, (†depois de 1060), 1047 conde de Marétay

          2. Godofredo I Taillefer, (†1048), 1030 conde de Angoulême; ºº I Petronília, senhora de Archiac e de Bouteville, filha de Mainardo de le Riche, senhor de Archiac; ºº II Asceline
            1. (I) Fulco Taillefer, (†1087), conde de Angoulême; ºº Condoha d'Eu, filha dos condes de Eu, provavelmente conde Roberto (Rolonidiano)
              1. Guilherme V Taillefer, X 1120, conde de Angoulême; ºº Vitapoy, senhora de Bénauges e de Saint-Macaire, filha de Guillén Amanieu, visconde de Bézaune e de Bénauges (Casa de Albret).
                1. Vulgrino II Taillefer, (†16 de setembro de 1140), 1120 conde de Angoulême; ºº I Pôncia de La Marche, filha de Rogério Poictevin, Conde de La Marche, Conde de Lancaster (Casa de Montgommery); ºº II Amable, filha de Américo I, , visconde de Châtellerault
                  1. (I) Guilherme VI Taillefer, (†7 de agosto de 1179), 1140 conde de Angoulême; ºº I Emma, filha de Ademar III, , visconde de Limoges (Casa de Limoges); ºº II Margaria, filha de Raimundo I , visconde de Turenne
                    1. (II) Vulgrino III Taillefer, (†1181), 1178 conde de Angoulême; ºº Elisabeth de Amboise, (†antes de 1212), filha de Hugo II, senhor de Amboise (Casa de Amboise)
                      1. Mathilde, (†depois de 1233), excluída em 1233 da herança familiar; ºº Hugo IX Le Brun, senhor de Lusignan, (†1219) (Casa de Lusignan)

                    2. (II) Guilherme VII Taillefer, (†provavelmente em 1186), conde de Angoulême; ºº Margarida
                    3. (II) Ademar Taillefer, (†16 de junho de 1202), 1200 Conde de La Marche; ºº Alice de Courtenay, filha de Pedro I de França, senhor de Courtenay (Casa de Courtenay
                      1. Isabel, (†1246); ºº I 1200 João sem terra, Rei da Inglaterra, (†1216) (Casa de Plantageneta); ºº II Hugo X, senhor de Lusignan, (†1249) (Casa de Lusignan)

                    4. (II) Almodis; ºº I Amanieu IV, senhor de Albret, 1150/75 (Casa de Albret); ºº II Bernardo III,, visconde de Brosse (Casa de Brosse)

                  2. (II) Fulco, senhor de Matha
                  3. (II) Godofredo Martel, senhor de Anville
                  4. (II) filha; ºº Ranulfo, senhor de Jarnac

                2. Raimundo, senhor de Fronsac
                3. Fulco, senhor de Montausier

            2. (I) Guilherme, (†10 de setembro de 1076), 1040 Bispo de Angoulême
            3. (I) Godofredo de Rudel; (†depois de 1289), senhor de Blaye
              1. Guilherme de Frédéland, 1095 Príncipe de Blaye – Nachkommen

            4. (I) Humberga; ºº Ademar II, visconde de Limoges, (†depois de 1090) (Casa de Limoges)
            5. (I ou II) Gerberga, (†antes de 1068); ºº Audouino, senhor de Barbézieux
            6. (I ou II) filha; ºº Ainardo, senhor de Chabanais
            7. (II) Arnaldo, (†depois de 1075), senhor de Montausier
            8. Ademar, (†1 de setembro de 1101), 1076 Bispo de Angoulême

      2. (ilegítimo) Ademar

  2. Guilherme I, (†provavelmente em 918), Conde de Périgord e Agen; ºº Regilinda
    1. Bernardo I, (†provavelmente em 950), conde de Périgord e Angoulême; ºº I Berta; ºº II Garcinda
      1. (I) Arnaldo Borracio, (†antes de 962), conde de Périgord, antes de 923 conde de Angoulême
      2. (I) Guilherme III Taillefer, (†962), conde de Périgord e Angoulême
      3. (II) Ranulfo Bompar, X 975, conde de Périgord e Angoulême
      4. (II) Ricardo Insipiens, (†depois de 975), conde de Périgord, bis 975 conde de Angoulême

    2. Sancia; ºº Ademar de Angoulême, conde de Angoulême provavelmente em 902, (†930), filho de Emenon, conde de Poitiers
    3. Emma, ºº Bosão I, o Velho, Conde de La Marche (Casa de Périgord)